# Rosane Malta
Pour les articles homonymes, voir Malta.
Rosane Brandão Malta, connue sous le nom de Rosane Collor de Mello de 1984 à 2005, née le 20 octobre 1964 à Canapi, est la Première dame du Brésil pendant la présidence de son ex-mari, Fernando Collor de Mello, de 1990 à 1992.

## Biographie

### Famille et mariage
Rosane Brandão Malte est née dans une famille qui exerce une influence politique sur des municipalités pauvres de l'intérieur d'Alagoas, comme Canapi), Mata Grande et Inhapi. Elle est la fille de João Alvino Malta et Rosita Brandão.
À l'âge de dix ans, elle déménage à Maceió, où elle étudie dans une école religieuse. Elle est titulaire d'un diplôme en gestion.
Son mariage avec Fernando Collor, en 1984, après deux années de relation, forme une alliance entre deux groupes oligarchiques d'Alagoas.

### Première dame (1990-1992)
En mars 1990, Rosane Malta, alors âgée de vingt-six ans, devient la Première dame du Brésil.

### Après la destitution
En 1995, le couple Collor déménage à Miami en Floride, où ils achètent une maison voisine à celle de Julio Iglesias.
En 2000, elle est condamnée en première instance, dans le cadre d'une enquête de corruption. Elle est par la suite acquittée,.
En 2005, elle se sépare de Fernando Collor, et reçoit une pension alimentaire mensuelle de 20 000 reais brésiliens. La même année, elle devient évangélique.
En 2007, elle commence une relation avec son avocat, Alder Flores, et est depuis affiliée au Parti Vert (PV). En 2017, son avocat appelle à l'arrestation de Fernando Collor pour ne pas avoir honoré la pension alimentaire de son ex-femme.

## Publication
- (pt) Tudo o que vi e vivi, LeYa; Edição, 2014,  (ISBN 978-8544100738)

## Prix et honneurs
- 1991 : Grand-croix de l'ordre militaire de Christ[8].